# Colportagem
Colportagem é a distribuição de publicações, livros e panfletos religiosos por pessoas chamadas colportores. O termo não se refere necessariamente a livros religiosos. Na França, colportor tinha originalmente o sentido de mascate, ou seja, vendedor que transportava suas mercadorias.
O termo colportor tem origem no termo francês colporteur ("vendedor ambulante") e é uma combinação da palavra col (pescoço) com a palavra “porter”, “carregar", tendo o sentido resultante de "carregar no pescoço".
Nos primeiros tempos da divulgação do cristianismo não católico no Brasil, os colportores eram considerados verdadeiros heróis pelas dificuldades que enfrentavam e pela persistência do seu trabalho.